# Ballets russes de Monte-Carlo

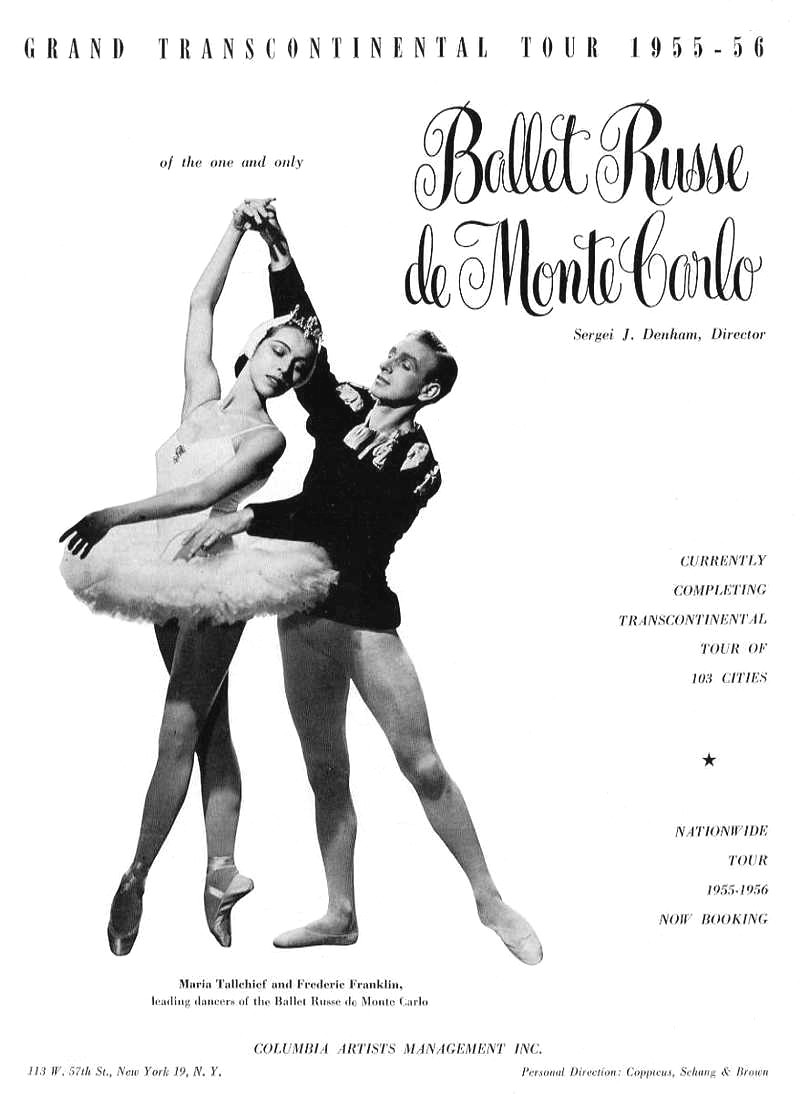
Affiche d'une tournée internationale des Ballets de Monte-Carlo (1955-1956).

Les Ballets russes de Monte-Carlo (ou un autre nom Original Ballet Russe) est une compagnie de danse fondée à Monte-Carlo en 1932 par le colonel de Basil et René Blum (frère de Léon Blum). Née de la fusion du ballet de l'Opéra de Monte-Carlo et du ballet de l'Opéra russe à Paris, elle est l'héritière des Ballets russes de Serge de Diaghilev.
Grâce à Serge Grigoriev et Boris Kochno, l'œuvre de Diaghilev se poursuit avec des danseurs et chorégraphes comme George Balanchine, Léonide Massine et David Lichine.
La compagnie se produit d'abord à Monte-Carlo, puis à Paris et Londres et, dès 1933, elle tourne aux États-Unis sous le nom de Monte Carlo Ballet Russe.
La mésentente entre les deux directeurs provoque la rupture en mai 1935 : Basil fonde les Ballets russes du colonel W. de Basil, tandis que Blum crée en janvier 1936 les Ballets de Monte-Carlo.

## Les Ballets russes de Basil (1935-1939)
La troupe, soutenue financièrement par Covent Garden, a son port d'attache à Londres. Elle tourne sous des noms différents : Russian Ballet à Londres, Col. W de Basil's Ballet Russe aux États-Unis, Covent Garden Russian Ballet en Australie. Le chorégraphe principal est Léonide Massine, rejoint par Michel Fokine en 1937. L'essentiel du répertoire consiste en reprises d'œuvres créées par les Ballets russes de Serge de Diaghilev.
En 1947, l'Original Ballet Russe donne sa dernière saison à Londres avant de se dissoudre. La compagnie a été relancée en 1951 par les membres de la famille G. Kirsta et les Grigoriev, après la mort du colonel de Basil. La compagnie s'est avérée financièrement instable et a fermé ses portes lors d'une tournée en Europe en 1952.

## Les Ballets russes de Blum (1936-1938)
La troupe, financée principalement par la principauté de Monaco, est constituée au départ de danseurs de l'Opéra national de Lituanie et a pour maître de ballet Nicolas Zverev. Elle se produit essentiellement à Monte-Carlo et à Londres. Revendue à un groupe financier américain en 1938, la compagnie prend le nom de Ballet russe de Monte-Carlo.